# Liste des héritiers du trône d'Autriche
 (mai 2021).
Si vous disposez d'ouvrages ou d'articles de référence ou si vous connaissez des sites web de qualité traitant du thème abordé ici, merci de compléter l'article en donnant les références utiles à sa vérifiabilité et en les liant à la section « Notes et références ».
Cet article donne la liste des héritiers du trône d'Autriche depuis l'avènement de Maximilien Ier en 1493 jusqu'à l'abolition de la monarchie en 1918. Les règles de succession ont inclus la loi salique et systématiquement désigné l'héritier en termes de primogéniture agnatique, sauf entre 1703 et 1748 lorsque la primogéniture cognatique avec préférence masculine a été instituée avec le Pacte mutuel de succession et confirmée par la Pragmatique Sanction.

## Liste des héritiers par dynastie
Le nom de la dynastie indiqué se réfère au souverain alors en place. Les héritiers peuvent appartenir à d'autres dynasties.
Les héritiers qui sont montés par la suite sur le trône sont indiqués en gras.

### Archiduché d'Autriche (1493-1804)

#### Maison de Habsbourg (1493-1780)
| Héritier                                                                                                 | Héritier                                                              | Parenté avec l'archiduc                          | Devient héritier                                 | Cesse d'être héritier                            | Durée                                            | 2e dans l'ordre de succession parenté avec l'héritier, dates                                                           | Archiduc dates de règne |
| Portrait                                                                                                 | Nom                                                                   | Parenté avec l'archiduc                          | Devient héritier                                 | Cesse d'être héritier                            | Durée                                            | 2e dans l'ordre de succession parenté avec l'héritier, dates                                                           | Archiduc dates de règne |
| --- | --------------------------------------------------------------------- | ------------------------------------------------ | ------------------------------------------------ | ------------------------------------------------ | ------------------------------------------------ | --- | --- |
| | Philippe, duc de Bourgogne                                            | fils                                             | 19 août 1493 avènement de son père               | 25 septembre 1506 son décès                      | 13 ans, 1 mois et 6 jours                        | Sigismond son cousin (19 août 1493 - 4 mars 1496)                                                                      | Maximilien Ier (Maximilien Ier du Saint-Empire) (14 août 1493 - 12 janvier 1519)                                                    |
| aucun (4 mars 1496 - 24 février 1500)                                                                    | Philippe, duc de Bourgogne                                            | fils                                             | 19 août 1493 avènement de son père               | 25 septembre 1506 son décès                      | 13 ans, 1 mois et 6 jours                        | | Maximilien Ier (Maximilien Ier du Saint-Empire) (14 août 1493 - 12 janvier 1519)                                                    |
| Charles son fils (24 février 1500 - 25 septembre 1506)                                                   | Philippe, duc de Bourgogne                                            | fils                                             | 19 août 1493 avènement de son père               | 25 septembre 1506 son décès                      | 13 ans, 1 mois et 6 jours                        | | Maximilien Ier (Maximilien Ier du Saint-Empire) (14 août 1493 - 12 janvier 1519)                                                    |
| | Charles, duc de Bourgogne futur Charles Ier                           | petit-fils                                       | 25 septembre 1506 décès de son père              | 12 janvier 1519 son avènement                    | 12 ans, 3 mois et 18 jours                       | Ferdinand son frère | Maximilien Ier (Maximilien Ier du Saint-Empire) (14 août 1493 - 12 janvier 1519)                                                    |
| | Ferdinand futur Ferdinand Ier                                         | frère                                            | 12 janvier 1519 avènement de son frère           | 28 avril 1521 son avènement                      | 2 ans, 3 mois et 16 jours                        | aucun | Charles Ier (Charles V du Saint-Empire) (12 janvier 1519 - 28 avril 1521)                                                           |
| Aucun héritier (28 avril 1521 - 31 juillet 1527)                                                         | Aucun héritier (28 avril 1521 - 31 juillet 1527)                      | Aucun héritier (28 avril 1521 - 31 juillet 1527) | Aucun héritier (28 avril 1521 - 31 juillet 1527) | Aucun héritier (28 avril 1521 - 31 juillet 1527) | Aucun héritier (28 avril 1521 - 31 juillet 1527) | Aucun héritier (28 avril 1521 - 31 juillet 1527)                                                                       | Ferdinand Ier (Ferdinand Ier du Saint-Empire) (28 avril 1521 - 25 juillet 1564)                                                     |
| | Maximilien, roi des Romains futur Maximilien II                       | fils                                             | 31 juillet 1527 sa naissance                     | 25 juillet 1564 son avènement                    | 36 ans, 11 mois et 24 jours                      | aucun (31 juillet 1527 - 14 juin 1529)                                                                                 | Ferdinand Ier (Ferdinand Ier du Saint-Empire) (28 avril 1521 - 25 juillet 1564)                                                     |
| Ferdinand son frère (14 juin 1529 - 28 mars 1551)                                                        | Maximilien, roi des Romains futur Maximilien II                       | fils                                             | 31 juillet 1527 sa naissance                     | 25 juillet 1564 son avènement                    | 36 ans, 11 mois et 24 jours                      | | Ferdinand Ier (Ferdinand Ier du Saint-Empire) (28 avril 1521 - 25 juillet 1564)                                                     |
| Ferdinand son fils (28 mars 1551 - 25 juin 1552)                                                         | Maximilien, roi des Romains futur Maximilien II                       | fils                                             | 31 juillet 1527 sa naissance                     | 25 juillet 1564 son avènement                    | 36 ans, 11 mois et 24 jours                      | | Ferdinand Ier (Ferdinand Ier du Saint-Empire) (28 avril 1521 - 25 juillet 1564)                                                     |
| Ferdinand son frère (25 juin - 18 juillet 1552)                                                          | Maximilien, roi des Romains futur Maximilien II                       | fils                                             | 31 juillet 1527 sa naissance                     | 25 juillet 1564 son avènement                    | 36 ans, 11 mois et 24 jours                      | | Ferdinand Ier (Ferdinand Ier du Saint-Empire) (28 avril 1521 - 25 juillet 1564)                                                     |
| Rodolphe son fils (18 juillet 1552 - 25 juillet 1564)                                                    | Maximilien, roi des Romains futur Maximilien II                       | fils                                             | 31 juillet 1527 sa naissance                     | 25 juillet 1564 son avènement                    | 36 ans, 11 mois et 24 jours                      | | Ferdinand Ier (Ferdinand Ier du Saint-Empire) (28 avril 1521 - 25 juillet 1564)                                                     |
| | Rodolphe, roi des Romains futur Rodolphe V                            | fils                                             | 25 juillet 1564 avènement de son père            | 12 octobre 1576 son avènement                    | 12 ans, 2 mois et 17 jours                       | Ernest son frère | Maximilien II (Maximilien II du Saint-Empire) (25 juillet 1564 - 12 octobre 1576)                                                   |
| | Ernest                                                                | frère                                            | 12 octobre 1576 avènement de son frère           | 20 février 1595 son décès                        | 18 ans, 4 mois et 8 jours                        | Matthias, archiduc d'Autriche antérieure son frère                                                                     | Rodolphe V (Rodolphe II du Saint-Empire) (12 octobre 1576 - 25 juin 1608)                                                           |
| | Matthias, archiduc d'Autriche antérieure futur Matthias Ier           | frère                                            | 20 février 1595 décès de son frère               | 25 juin 1608 son avènement                       | 13 ans, 4 mois et 5 jours                        | Maximilien son frère                                                                                                   | Rodolphe V (Rodolphe II du Saint-Empire) (12 octobre 1576 - 25 juin 1608)                                                           |
| | Maximilien, archiduc d'Autriche antérieure                            | frère                                            | 25 juin 1608 avènement de son frère              | 2 novembre 1618 son décès                        | 10 ans, 4 mois et 8 jours                        | Albert, archiduc des Pays-Bas son frère                                                                                | Matthias Ier (Matthias Ier du Saint-Empire) (25 juin 1608 - 20 mars 1619)                                                           |
| | Albert, archiduc des Pays-Bas futur Albert VII                        | frère                                            | 2 novembre 1618 décès de son frère               | 20 mars 1619 son avènement                       | 4 mois et 18 jours                               | Ferdinand, roi de Bohême, de Hongrie et de Croatie son cousin                                                          | Matthias Ier (Matthias Ier du Saint-Empire) (25 juin 1608 - 20 mars 1619)                                                           |
| | Ferdinand, empereur du Saint-Empire futur Ferdinand III               | cousin                                           | 20 mars 1619 avènement de son cousin             | 9 octobre 1619 son avènement                     | 6 mois et 19 jours                               | Ferdinand son fils | Albert VII (20 mars - 9 octobre 1619)                                                                                               |
| | Ferdinand, roi de Bohême, de Hongrie et de Croatie futur Ferdinand IV | fils                                             | 9 octobre 1619 avènement de son père             | 15 février 1637 son avènement                    | 17 ans, 4 mois et 6 jours                        | Léopold-Guillaume, prince-archevêque de Magdebourg et Halberstadt son frère (20 mars 1619 - 8 septembre 1633)          | Ferdinand III (Ferdinand II du Saint-Empire) (9 octobre 1619 - 15 février 1637)                                                     |
| Ferdinand son fils (8 septembre 1633 - 15 février 1637)                                                  | Ferdinand, roi de Bohême, de Hongrie et de Croatie futur Ferdinand IV | fils                                             | 9 octobre 1619 avènement de son père             | 15 février 1637 son avènement                    | 17 ans, 4 mois et 6 jours                        | | Ferdinand III (Ferdinand II du Saint-Empire) (9 octobre 1619 - 15 février 1637)                                                     |
| | Ferdinand, roi des Romains                                            | fils                                             | 15 février 1637 avènement de son père            | 9 juillet 1654 son décès                         | 17 ans, 4 mois et 24 jours                       | Léopold-Guillaume, prince-archevêque de Magdebourg et Halberstadt son oncle (15 février - 15 juillet 1637)             | Ferdinand IV (Ferdinand III du Saint-Empire) (15 février 1637 - 2 avril 1657)                                                       |
| Philippe-Auguste son frère (15 juillet 1637 - 22 juin 1639)                                              | Ferdinand, roi des Romains                                            | fils                                             | 15 février 1637 avènement de son père            | 9 juillet 1654 son décès                         | 17 ans, 4 mois et 24 jours                       | | Ferdinand IV (Ferdinand III du Saint-Empire) (15 février 1637 - 2 avril 1657)                                                       |
| Maximilien-Thomas son frère (22 - 29 juin 1639)                                                          | Ferdinand, roi des Romains                                            | fils                                             | 15 février 1637 avènement de son père            | 9 juillet 1654 son décès                         | 17 ans, 4 mois et 24 jours                       | | Ferdinand IV (Ferdinand III du Saint-Empire) (15 février 1637 - 2 avril 1657)                                                       |
| Léopold-Guillaume, prince-archevêque de Magdebourg et Halberstadt son oncle (29 juin 1639 - 9 juin 1640) | Ferdinand, roi des Romains                                            | fils                                             | 15 février 1637 avènement de son père            | 9 juillet 1654 son décès                         | 17 ans, 4 mois et 24 jours                       | | Ferdinand IV (Ferdinand III du Saint-Empire) (15 février 1637 - 2 avril 1657)                                                       |
| Léopold son frère (9 juin 1640 - 9 juillet 1654)                                                         | Ferdinand, roi des Romains                                            | fils                                             | 15 février 1637 avènement de son père            | 9 juillet 1654 son décès                         | 17 ans, 4 mois et 24 jours                       | | Ferdinand IV (Ferdinand III du Saint-Empire) (15 février 1637 - 2 avril 1657)                                                       |
| | Léopold, roi de Bohême et de Hongrie futur Léopold VI                 | fils                                             | 9 juillet 1654 décès de son frère                | 2 avril 1657 son avènement                       | 2 ans, 8 mois et 24 jours                        | Charles-Joseph son demi-frère                                                                                          | Ferdinand IV (Ferdinand III du Saint-Empire) (15 février 1637 - 2 avril 1657)                                                       |
| | Charles-Joseph, prince-évêque de Passau, Olomouc et Breslau           | demi-frère                                       | 2 avril 1657 avènement de son demi-frère         | 27 janvier 1664 son décès                        | 6 ans, 9 mois et 25 jours                        | Léopold-Guillaume, prince-évêque de Strasbourg, Passau, Olomouc et Breslau son oncle (2 avril 1657 - 20 novembre 1662) | Léopold VI (Léopold Ier du Saint-Empire) (2 avril 1657 - 5 mai 1705)                                                                |
| Ferdinand-Charles, archiduc d'Autriche antérieure son cousin (20 novembre - 30 décembre 1662)            | Charles-Joseph, prince-évêque de Passau, Olomouc et Breslau           | demi-frère                                       | 2 avril 1657 avènement de son demi-frère         | 27 janvier 1664 son décès                        | 6 ans, 9 mois et 25 jours                        | | Léopold VI (Léopold Ier du Saint-Empire) (2 avril 1657 - 5 mai 1705)                                                                |
| Sigismond-François, archiduc d'Autriche antérieure son cousin (30 décembre 1662 - 27 janvier 1664)       | Charles-Joseph, prince-évêque de Passau, Olomouc et Breslau           | demi-frère                                       | 2 avril 1657 avènement de son demi-frère         | 27 janvier 1664 son décès                        | 6 ans, 9 mois et 25 jours                        | | Léopold VI (Léopold Ier du Saint-Empire) (2 avril 1657 - 5 mai 1705)                                                                |
| | Sigismond-François, archiduc d'Autriche antérieure                    | cousin                                           | 27 janvier 1664 décès de son cousin              | 25 juin 1665 son décès                           | 1 an, 4 mois et 29 jours                         | aucun | Léopold VI (Léopold Ier du Saint-Empire) (2 avril 1657 - 5 mai 1705)                                                                |
| Aucun héritier (25 juin 1665 - 28 septembre 1667)                                                        |                                                                       |                                                  |                                                  |                                                  |                                                  | | Léopold VI (Léopold Ier du Saint-Empire) (2 avril 1657 - 5 mai 1705)                                                                |
| | Ferdinand Wenceslas                                                   | fils                                             | 28 septembre 1667 sa naissance                   | 13 janvier 1668 son décès                        | 3 mois et 16 jours                               | aucun | Léopold VI (Léopold Ier du Saint-Empire) (2 avril 1657 - 5 mai 1705)                                                                |
| Aucun héritier (13 janvier 1668 - 20 février 1670)                                                       |                                                                       |                                                  |                                                  |                                                  |                                                  | | Léopold VI (Léopold Ier du Saint-Empire) (2 avril 1657 - 5 mai 1705)                                                                |
| | Jean-Léopold                                                          | fils                                             | 20 février 1670 sa naissance                     | 20 février 1670 son décès                        | moins d’un jour                                  | aucun | Léopold VI (Léopold Ier du Saint-Empire) (2 avril 1657 - 5 mai 1705)                                                                |
| Aucun héritier (20 février 1670 - 26 juillet 1678)                                                       |                                                                       |                                                  |                                                  |                                                  |                                                  | | Léopold VI (Léopold Ier du Saint-Empire) (2 avril 1657 - 5 mai 1705)                                                                |
| | Joseph, roi des Romains futur Joseph Ier                              | fils                                             | 26 juillet 1678 sa naissance                     | 5 mai 1705 son avènement                         | 26 ans, 9 mois et 9 jours                        | aucun (26 juillet 1678 - 2 juin 1682)                                                                                  | Léopold VI (Léopold Ier du Saint-Empire) (2 avril 1657 - 5 mai 1705)                                                                |
| Léopold Joseph son frère (2 juin 1682 - 3 août 1684)                                                     | Joseph, roi des Romains futur Joseph Ier                              | fils                                             | 26 juillet 1678 sa naissance                     | 5 mai 1705 son avènement                         | 26 ans, 9 mois et 9 jours                        | | Léopold VI (Léopold Ier du Saint-Empire) (2 avril 1657 - 5 mai 1705)                                                                |
| aucun (3 août 1684 - 1er octobre 1685)                                                                   | Joseph, roi des Romains futur Joseph Ier                              | fils                                             | 26 juillet 1678 sa naissance                     | 5 mai 1705 son avènement                         | 26 ans, 9 mois et 9 jours                        | | Léopold VI (Léopold Ier du Saint-Empire) (2 avril 1657 - 5 mai 1705)                                                                |
| Charles son frère (1er octobre 1685 - 29 octobre 1700)                                                   | Joseph, roi des Romains futur Joseph Ier                              | fils                                             | 26 juillet 1678 sa naissance                     | 5 mai 1705 son avènement                         | 26 ans, 9 mois et 9 jours                        | | Léopold VI (Léopold Ier du Saint-Empire) (2 avril 1657 - 5 mai 1705)                                                                |
| Léopold Joseph son fils (29 octobre 1700 - 4 août 1701)                                                  | Joseph, roi des Romains futur Joseph Ier                              | fils                                             | 26 juillet 1678 sa naissance                     | 5 mai 1705 son avènement                         | 26 ans, 9 mois et 9 jours                        | | Léopold VI (Léopold Ier du Saint-Empire) (2 avril 1657 - 5 mai 1705)                                                                |
| Charles son frère (4 août 1701 - 5 mai 1705)                                                             | Joseph, roi des Romains futur Joseph Ier                              | fils                                             | 26 juillet 1678 sa naissance                     | 5 mai 1705 son avènement                         | 26 ans, 9 mois et 9 jours                        | | Léopold VI (Léopold Ier du Saint-Empire) (2 avril 1657 - 5 mai 1705)                                                                |
| | Charles, roi de Sardaigne futur Charles III                           | frère                                            | 5 mai 1705 avènement de son frère                | 17 avril 1711 son avènement                      | 5 ans, 11 mois et 12 jours                       | Marie-Josèphe sa nièce                                                                                                 | Joseph Ier (Joseph Ier du Saint-Empire) (5 mai 1705 - 17 avril 1711)                                                                |
| | Marie-Josèphe                                                         | nièce                                            | 17 avril 1711 avènement de son oncle             | 13 avril 1716 naissance de son cousin            | 4 ans, 11 mois et 27 jours                       | Marie-Amélie sa sœur                                                                                                   | Charles III (Charles VI du Saint-Empire) (17 avril 1711 - 20 octobre 1740)                                                          |
| | Léopold Jean                                                          | fils                                             | 13 avril 1716 sa naissance                       | 4 novembre 1716 son décès                        | 6 mois et 22 jours                               | Marie-Josèphe sa cousine                                                                                               | Charles III (Charles VI du Saint-Empire) (17 avril 1711 - 20 octobre 1740)                                                          |
| | Marie-Josèphe                                                         | nièce                                            | 4 novembre 1716 décès de son cousin              | 13 mai 1717 naissance de sa cousine              | 6 mois et 9 jours                                | Marie-Amélie sa sœur                                                                                                   | Charles III (Charles VI du Saint-Empire) (17 avril 1711 - 20 octobre 1740)                                                          |
| | Marie-Thérèse, grande-duchesse de Toscane future Marie-Thérèse        | fille                                            | 13 mai 1717 sa naissance                         | 20 octobre 1740 son avènement                    | 23 ans, 5 mois et 7 jours                        | Marie-Josèphe sa cousine (13 mai 1717 - 14 septembre 1718)                                                             | Charles III (Charles VI du Saint-Empire) (17 avril 1711 - 20 octobre 1740)                                                          |
| Marie-Anne sa sœur (14 septembre 1718 - 5 février 1737)                                                  | Marie-Thérèse, grande-duchesse de Toscane future Marie-Thérèse        | fille                                            | 13 mai 1717 sa naissance                         | 20 octobre 1740 son avènement                    | 23 ans, 5 mois et 7 jours                        | | Charles III (Charles VI du Saint-Empire) (17 avril 1711 - 20 octobre 1740)                                                          |
| Marie-Élisabeth sa fille (5 février 1737 - 7 juin 1740)                                                  | Marie-Thérèse, grande-duchesse de Toscane future Marie-Thérèse        | fille                                            | 13 mai 1717 sa naissance                         | 20 octobre 1740 son avènement                    | 23 ans, 5 mois et 7 jours                        | | Charles III (Charles VI du Saint-Empire) (17 avril 1711 - 20 octobre 1740)                                                          |
| Marie-Anne sa fille (7 juin - 20 octobre 1740)                                                           | Marie-Thérèse, grande-duchesse de Toscane future Marie-Thérèse        | fille                                            | 13 mai 1717 sa naissance                         | 20 octobre 1740 son avènement                    | 23 ans, 5 mois et 7 jours                        | | Charles III (Charles VI du Saint-Empire) (17 avril 1711 - 20 octobre 1740)                                                          |
| | Marie-Anne                                                            | fille                                            | 20 octobre 1740 avènement de sa mère             | 13 mars 1741 naissance de son frère              | 4 mois et 21 jours                               | Marie-Caroline sa sœur (20 octobre 1740 - 25 janvier 1741)                                                             | Marie-Thérèse (20 octobre 1740 - 29 novembre 1780) et François Ier (François Ier du Saint-Empire) (21 novembre 1740 - 18 août 1765) |
| Marie-Anne sa tante (25 janvier - 13 mars 1741)                                                          | Marie-Anne                                                            | fille                                            | 20 octobre 1740 avènement de sa mère             | 13 mars 1741 naissance de son frère              | 4 mois et 21 jours                               | | Marie-Thérèse (20 octobre 1740 - 29 novembre 1780) et François Ier (François Ier du Saint-Empire) (21 novembre 1740 - 18 août 1765) |
| | Joseph II                                                             | fils                                             | 13 mars 1741 sa naissance                        | 29 novembre 1780 devient seul archiduc           | 39 ans, 8 mois et 16 jours                       | Marie-Anne sa sœur (13 mars 1741 - 1er février 1745)                                                                   | Marie-Thérèse (20 octobre 1740 - 29 novembre 1780) et François Ier (François Ier du Saint-Empire) (21 novembre 1740 - 18 août 1765) |
| Charles Joseph son frère (1er février 1745 - 18 janvier 1761)                                            | Joseph II                                                             | fils                                             | 13 mars 1741 sa naissance                        | 29 novembre 1780 devient seul archiduc           | 39 ans, 8 mois et 16 jours                       | | Marie-Thérèse (20 octobre 1740 - 29 novembre 1780) et François Ier (François Ier du Saint-Empire) (21 novembre 1740 - 18 août 1765) |
| Léopold, grand-duc de Toscane son frère (18 janvier 1761 - 29 novembre 1780)                             | Joseph II                                                             | fils                                             | 13 mars 1741 sa naissance                        | 29 novembre 1780 devient seul archiduc           | 39 ans, 8 mois et 16 jours                       | | Marie-Thérèse (20 octobre 1740 - 29 novembre 1780) et François Ier (François Ier du Saint-Empire) (21 novembre 1740 - 18 août 1765) |

#### Maison de Habsbourg-Lorraine (1765-1804)
| Héritier                                              | Héritier                                        | Parenté avec l'archiduc | Devient héritier                      | Cesse d'être héritier                        | Durée                      | 2e dans l'ordre de succession parenté avec l'héritier, dates             | Archiduc dates de règne                                                    |
| Portrait                                              | Nom                                             | Parenté avec l'archiduc | Devient héritier                      | Cesse d'être héritier                        | Durée                      | 2e dans l'ordre de succession parenté avec l'héritier, dates             | Archiduc dates de règne                                                    |
| ----------------------------------------------------- | ----------------------------------------------- | ----------------------- | ------------------------------------- | -------------------------------------------- | -------------------------- | ------------------------------------------------------------------------ | -------------------------------------------------------------------------- |
|                                                       | Léopold, grand-duc de Toscane futur Léopold VII | frère                   | 18 août 1765 avènement de son frère   | 20 février 1790 son avènement                | 24 ans, 6 mois et 2 jours  | Ferdinand son frère (18 août 1765 - 12 février 1768)                     | Joseph II (Joseph II du Saint-Empire) (18 août 1765 - 20 février 1790)     |
| François son fils (12 février 1768 - 20 février 1790) | Léopold, grand-duc de Toscane futur Léopold VII | frère                   | 18 août 1765 avènement de son frère   | 20 février 1790 son avènement                | 24 ans, 6 mois et 2 jours  |                                                                          | Joseph II (Joseph II du Saint-Empire) (18 août 1765 - 20 février 1790)     |
|                                                       | François futur François II                      | fils                    | 20 février 1790 avènement de son père | 1er mars 1792 son avènement                  | 2 ans et 10 jours          | Ferdinand, grand-duc de Toscane son frère                                | Léopold VII (Léopold II du Saint-Empire) (20 février 1790 - 1er mars 1792) |
|                                                       | Ferdinand, grand-duc de Toscane                 | frère                   | 1er mars 1792 avènement de son frère  | 19 avril 1793 naissance de son neveu         | 1 an, 2 mois et 18 jours   | Charles-Louis son frère                                                  | François II (François II du Saint-Empire) (1er mars 1792 - 11 août 1804)   |
|                                                       | Ferdinand futur Ferdinand Ier                   | fils                    | 19 avril 1793 sa naissance            | 11 août 1804 création de l'empire d'Autriche | 11 ans, 3 mois et 23 jours | Ferdinand, grand-duc de Toscane son oncle (19 avril 1793 - 9 avril 1799) | François II (François II du Saint-Empire) (1er mars 1792 - 11 août 1804)   |
| Joseph son frère (9 avril 1799 - 11 août 1804)        | Ferdinand futur Ferdinand Ier                   | fils                    | 19 avril 1793 sa naissance            | 11 août 1804 création de l'empire d'Autriche | 11 ans, 3 mois et 23 jours |                                                                          | François II (François II du Saint-Empire) (1er mars 1792 - 11 août 1804)   |

### Empire d'Autriche (1804-1918)

#### Maison de Habsbourg-Lorraine (1804-1918)
| Héritier                                                 | Héritier                      | Parenté avec l'empereur | Devient héritier                             | Cesse d'être héritier                                | Durée                      | 2e dans l'ordre de succession parenté avec l'héritier, dates | Empereur dates de règne                                  |
| Portrait                                                 | Nom                           | Parenté avec l'empereur | Devient héritier                             | Cesse d'être héritier                                | Durée                      | 2e dans l'ordre de succession parenté avec l'héritier, dates | Empereur dates de règne                                  |
| -------------------------------------------------------- | ----------------------------- | ----------------------- | -------------------------------------------- | ---------------------------------------------------- | -------------------------- | ------------------------------------------------------------ | -------------------------------------------------------- |
|                                                          | Ferdinand futur Ferdinand Ier | fils                    | 11 août 1804 création de l'empire d'Autriche | 2 mars 1835 son avènement                            | 30 ans, 6 mois et 19 jours | Joseph son frère (11 août 1804 - 30 juin 1807)               | François Ier (11 août 1804 - 2 mars 1835)                |
| François-Charles son frère (30 juin 1807 - 2 mars 1835)  | Ferdinand futur Ferdinand Ier | fils                    | 11 août 1804 création de l'empire d'Autriche | 2 mars 1835 son avènement                            | 30 ans, 6 mois et 19 jours |                                                              | François Ier (11 août 1804 - 2 mars 1835)                |
|                                                          | François-Charles              | frère                   | 2 mars 1835 avènement de son frère           | 2 décembre 1848 renonce à ses droits à la succession | 13 ans et 9 mois           | François-Joseph son fils                                     | Ferdinand Ier (2 mars 1835 - 2 décembre 1848)            |
|                                                          | Maximilien                    | frère                   | 2 décembre 1848 avènement de son frère       | 21 août 1858 naissance de son neveu                  | 9 ans, 8 mois et 19 jours  | Charles-Louis son frère                                      | François-Joseph Ier (2 décembre 1848 - 21 novembre 1916) |
|                                                          | Rodolphe                      | fils                    | 21 août 1858 sa naissance                    | 30 janvier 1889 son décès                            | 30 ans, 5 mois et 9 jours  | Maximilien son oncle (21 août 1858 - 9 avril 1864)           | François-Joseph Ier (2 décembre 1848 - 21 novembre 1916) |
| Charles-Louis son oncle (9 avril 1864 - 30 janvier 1889) | Rodolphe                      | fils                    | 21 août 1858 sa naissance                    | 30 janvier 1889 son décès                            | 30 ans, 5 mois et 9 jours  |                                                              | François-Joseph Ier (2 décembre 1848 - 21 novembre 1916) |
|                                                          | Charles-Louis                 | frère                   | 30 janvier 1889 décès de son neveu           | 19 mai 1896 son décès                                | 7 ans, 3 mois et 19 jours  | François-Ferdinand son fils                                  | François-Joseph Ier (2 décembre 1848 - 21 novembre 1916) |
|                                                          | François-Ferdinand            | neveu                   | 19 mai 1896 décès de son père                | 28 juin 1914 son décès                               | 18 ans, 1 mois et 9 jours  | Otto son frère (19 mai 1896 - 1er novembre 1906)             | François-Joseph Ier (2 décembre 1848 - 21 novembre 1916) |
| Charles son neveu (1er novembre 1906 - 28 juin 1914)     | François-Ferdinand            | neveu                   | 19 mai 1896 décès de son père                | 28 juin 1914 son décès                               | 18 ans, 1 mois et 9 jours  |                                                              | François-Joseph Ier (2 décembre 1848 - 21 novembre 1916) |
|                                                          | Charles futur Charles Ier     | petit-neveu             | 28 juin 1914 décès de son oncle              | 21 novembre 1916 son avènement                       | 2 ans, 4 mois et 24 jours  | Otto son fils                                                | François-Joseph Ier (2 décembre 1848 - 21 novembre 1916) |
|                                                          | Otto                          | fils                    | 21 novembre 1916 avènement de son père       | 12 novembre 1918 abolition de la monarchie           | 1 an, 11 mois et 22 jours  | Robert son frère                                             | Charles Ier (21 novembre 1916 - 12 novembre 1918)        |